# Dominic Mahony
Dominic Mahony (né le 26 avril 1964 à Plymouth) est un pentathlonien britannique, médaillé olympique en 1988.

## Palmarès

### Jeux olympiques d'été
- Pentathlon moderne aux Jeux olympiques d'été de 1988, à Séoul
  -  Médaille de bronze en équipe[1]

### Championnats du monde
- Championnats du monde de pentathlon moderne 1987, à Moulins
  -  Médaille de bronze en équipe